# Le Sisters
Le Sisters (Les Sisters) è una serie animata del 2017 trasmessa dal 28 agosto 2017 su M6 e prodotta dalla divisione francese della Bamboo Production e Samka Production. In Italia la serie è trasmessa a partire dall'11 settembre 2017 da Disney Channel.

## Trama
La serie segue le avventure di due sorelle, Marina e Wendy, legate da un rapporto speciale: nonostante i litigi e guai a causa anche della differenza di età in cui si trovano spesso coinvolte, si vogliono molto bene.

## Personaggi

### Principali
- Marina è la sorella minore, ha 10 anni/nella seconda stagione 11, le piacciono i pupazzi e ne ha uno in particolare, Dudy, che è in grado di esaudire i desideri se viene abbracciato. Tende molto spesso a sbagliare la pronuncia di alcune parole, siccome è molto piccola. Doppiata da Francesca Tretto.[4]
- Wendy è la sorella maggiore, ha 16 anni/nella seconda stagione 17, ha un ragazzo di nome Maxi e un blog chiamato Bellissima sempre che gestisce con la sua migliore amica, Sabrina, ha una rivale, Rachel, la figlia del dentista. Doppiata da Deborah Morese.
- Sandrine è la mamma di Wendy e Marina, ha 35 anni, lavora in un ospedale come infermiera, ha una forte rivalità con la signora Georgette la loro vicina, non è molto brava a cucinare. Tra lei e William, è lei quella più severa con le loro figlie.
- William è il papà di Wendy e Marina, ha 40 anni, è un disegnatore di fumetti, si perde molto spesso nella sua immaginazione, non è molto severo con le figlie.

### Secondari
- Maxi è il ragazzo di Wendy, ha 15 anni/nella seconda stagione 16. Cerca sempre di rendere contenta Wendy. Gli piace giocare ai videogiochi, e al contrario di Wendy sa mantenere facilmente la calma e si arrabbia raramente. Doppiato da Fabrizio Valezano.
- Loulou è una delle migliori amiche di Marina, ha i capelli biondi e corti, a differenza di Nath sa restare calma in situazioni difficili, ha un serpente domestico.
- Nath è l'altra migliore amica di Marina, ha i capelli rossi che tiene legati in 2 trecce e porta gli occhiali, ha un fratello maggiore DJ, a volte si agita facilmente in situazioni difficili.
- Sabrina è la migliore amica di Wendy, adora fare video di moda, infatti lei e Wendy hanno un blog di moda chiamato Bellissima sempre, è calma e gentile, ma si arrabbia se viene provocata.
- Signora Georgette è la vicina delle Sisters, è in forte rivalità con la loro madre.
- Joy D è un famoso rocker di cui le Sisters vanno matte.
- Il Dentista è il padre di Rachel, che lavora con Sandrine.
- Emma è una amica di Wendy che ha una sorella gemella di nome Jemma.
- DJ è il fratello maggiore di Nath, va sullo skateboard.

## Episodi
| N°  | Titolo Originale                   | Titolo Italiano                         | Prima Tv Francia  | Prima Tv Italia   |
| 1   | Ah non! Pas les vacances!          | Un piano salva vacanze                  | 28 agosto 2017    | 11 settembre 2017 |
| 2   | Joy de toi                         | Una serata con la star                  | 28 agosto 2017    | 11 settembre 2017 |
| 3   | La vie secrète des adonnaissants   | Il diabolico nano Flop                  | 29 agosto 2017    | 12 settembre 2017 |
| 4   | Doudou la chance                   | Magico peluche                          | 29 agosto 2017    | 12 settembre 2017 |
| 5   | Plâtrées                           | Un gesso per due                        | 30 agosto 2017    | 13 settembre 2017 |
| 6   | Déconnectées                       | Mai o più senza telefonino              | 30 agosto 2017    | 13 settembre 2017 |
| 7   | Namour galactique                  | Non toccare la mia sister               | 31 agosto 2017    | 14 settembre 2017 |
| 8   | Ma Sister est un zombie            | Caccia agli zombie                      | 31 agosto 2017    | 14 settembre 2017 |
| 9   | Dans la peau de ma Sister          | Wendy la tradi-sister                   | 1 settembre 2017  | 15 settembre 2017 |
| 10  | La blonde, ma Sister et moi        | La bionda, la mia sister e io           | 1 settembre 2017  | 15 settembre 2017 |
| 11  | L'année sympathique                | L'anno simpatico                        | 4 settembre 2017  | 18 settembre 2017 |
| 12  | L'échange                          | Non sei più la mia sister               | 4 settembre 2017  | 18 settembre 2017 |
| 13  | Interdit aux moins de 12 ans       | Un vestito da sogno                     | 29 settembre 2017 | 19 settembre 2017 |
| 14  | Frayeurs en famille                | Spauracchi di famiglia                  | 29 settembre 2017 | 19 settembre 2017 |
| 15  | Le nanimal de Loulou               | Il nanimale di Lulù                     | 2 ottobre 2017    | 20 settembre 2017 |
| 16  | Cadeau connection                  | Operazione regalo perfetto              | 2 ottobre 2017    | 20 settembre 2017 |
| 17  | Duo de Sisters                     | Il due delle sisters                    | 3 ottobre 2017    | 21 settembre 2017 |
| 18  | Crise de croissance                | I jeans della grande                    | 3 ottobre 2017    | 21 settembre 2017 |
| 19  | Populaire                          | Gara di popolarità                      | 4 ottobre 2017    | 22 settembre 2017 |
| 20  | Quelle soirée!                     | Che serata                              | 4 ottobre 2017    | 22 settembre 2017 |
| 21  | La grande lessive                  | Tutto in lavatrice                      | 5 ottobre 2017    | 25 settembre 2017 |
| 22  | Les catastrophes Sisters!          | Due veri catastrofi                     | 5 ottobre 2017    | 25 settembre 2017 |
| 23  | Enfin des holidays!                | Vacanze separate                        | 6 ottobre 2017    | 26 settembre 2017 |
| 24  | En manque de Max                   | Crisi di assistenza Maxi                | 6 ottobre 2017    | 26 settembre 2017 |
| 25  | Le zoroscope                       | L'hai detta tu, oroscopo                | 7 ottobre 2017    | 16 ottobre 2017   |
| 26  | Infirmières à domicile             | Che febbre papà                         | 7 ottobre 2017    | 16 ottobre 2017   |
| 27  | Le namoureux mystère               | Caccia all'innamorato misterioso        | 25 ottobre 2017   | 17 ottobre 2017   |
| 28  | Drone de fée                       | Pericolo volante                        | 25 ottobre 2017   | 17 ottobre 2017   |
| 29  | L'ennemie intérieure               | Rachele l'arcinemica                    | 26 ottobre 2017   | 18 ottobre 2017   |
| 30  | Home Sweet Home                    | Casa dolce casa                         | 26 ottobre 2017   | 18 ottobre 2017   |
| 31  | Piou-Piou mania                    | Cip cip mania                           | 27 ottobre 2017   | 19 ottobre 2017   |
| 32  | Sauvez Puduk!                      | Salvate la puzzetta                     | 27 ottobre 2017   | 19 ottobre 2017   |
| 33  | Sisters soldes                     | Tutti i pazzi per i saldi               | 30 ottobre 2017   | 20 ottobre 2017   |
| 34  | Doudou d'amoureux                  | Basta con i peluche                     | 30 ottobre 2017   | 20 ottobre 2017   |
| 35  | Hypno Sister                       | Ipno-sister                             | 31 ottobre 2017   | 23 ottobre 2017   |
| 36  | Amnésique et périls                | Una pericolosa amnesia                  | 31 ottobre 2017   | 23 ottobre 2017   |
| 37  | Telle sœur, telle sœur             | Quasi gemelle                           | 1 novembre 2017   | 24 ottobre 2017   |
| 38  | Un petit frère pour les Sisters    | Un fratellino per le sister             | 1 novembre 2017   | 24 ottobre 2017   |
| 39  | Sisters Style                      | Marina regina della moda                | 20 novembre 2017  | 25 ottobre 2017   |
| 40  | Super Georgette                    | Super Giorgini                          | 20 novembre 2017  | 25 ottobre 2017   |
| 41  | À dormir debout                    | Zombie e sonnambuli                     | 21 novembre 2017  | 18 dicembre 2017  |
| 42  | Les Sisters-l’ermite               | Penintenza in campeggio                 | 21 novembre 2017  | 18 dicembre 2017  |
| 43  | Un casse dingue                    | Rapinatrice per un giorno               | 22 novembre 2017  | 19 dicembre 2017  |
| 44  | Jeu, set et match pour les Sisters | Tra le tre litiganti i quarti si godono | 22 novembre 2017  | 19 dicembre 2017  |
| 45  | Alerte Georgette                   | Allarme Giorgini                        | 23 novembre 2017  | 20 dicembre 2017  |
| 46  | La canine mourue                   | A denti stretti                         | 23 novembre 2017  | 20 dicembre 2017  |
| 47  | Wendyphobie                        | Il microbo                              | 24 novembre 2017  | 21 dicembre 2017  |
| 48  | Un toutou rien que pour nous       | Un cane per le sisters                  | 24 novembre 2017  | 21 dicembre 2017  |
| 49  | Souriez, vous êtes piégés!         | Guerra all'ultimo scatto                | 27 novembre 2017  | 22 dicembre 2017  |
| 50  | La guerre des pestouilles          | Riconciliazione in tre mosse            | 27 novembre 2017  | 22 dicembre 2017  |
| 51  | Merci pour les bêtises             | Quante storie                           | 28 novembre 2017  | 1 gennaio 2018    |
| 52  | La plus pire des deux              | Due sisters esplosive                   | 28 novembre 2017  | 2 gennaio 2018    |
| 53  | Le plusse beau métier du monde     | Il mestiere più bello del mondo         | -                 |                   |
| 54  | Rhume fiction                      | La febbre del venerdi                   | -                 |                   |
| 55  | Pestouilles puissance trois        | Wendy babysitter disperata              | -                 |                   |
| 56  | Télé Sisters                       | Le TeleSisters                          | -                 |                   |
| 57  | Planches en vrac                   | Tutto per un autografo                  | -                 |                   |
| 58  | La bobocléose                      | La bobocleosi                           | -                 |                   |
| 59  | La baby-Sister                     | La sister sitter                        | -                 |                   |
| 60  | Monsieur Pimpin                    | Il coniglietto Pin Pin                  | -                 |                   |
| 61  | La reine du silence                | 24 ore di silenzio                      | -                 |                   |
| 62  | Ma vie rêvée à Pom-les-Bains       | Troppostile.com                         | -                 |                   |
| 63  | Le doudou de la fortune            | Una ricompensa per puzzetta             | -                 |                   |
| 64  | Le gros lot                        | Gratta e perdi                          | -                 |                   |
| 65  | Ma trop bien nouvelle Sister       | La festa dei mille messaggini           | -                 |                   |
| 66  | Les grandes Sisters                | Grandi per un weekend                   | -                 |                   |
| 67  | La colo sans crampon               | Le Sisters vanno in colonia             | -                 |                   |
| 68  | SOS journal de nintime             | Operazione diario segreto               | -                 |                   |
| 69  | La napocalypse                     | Attacco zombie nel quartiere            | -                 |                   |
| 70  | Chat suffit                        | Un gattino per Marina                   | -                 |                   |
| 71  | Y'en a là d'dans                   | Un genietto per scherzetto              | -                 |                   |
| 72  | Panique à bord                     | Niente divorzio per le Sisters          | -                 |                   |
| 73  | La p'tite Sisteronite              | La minisisterite                        | -                 |                   |
| 74  | Et ben moi, ma Sister…             | Kung Fu Sister                          | -                 |                   |
| 75  | John Kevin Bryan                   | John Kevin e Brian                      | -                 |                   |
| 76  | Trop la poisse !                   | Marina la superstiziosa                 | -                 |                   |
| 77  | Jamais sans mes poux               | Occhio ai pidocchi                      | -                 |                   |
| 78  | Méga teuf                          | Festa e controfesta                     | -                 |                   |
| 79  | Trop papa cool                     | La sfida di ballo                       | -                 |                   |
| 80  | Mon trésor !                       | Caccia al tesoro                        | -                 |                   |
| 81  | La méthode Zendy                   | Il metodo Zendy                         | -                 |                   |
| 82  | Adopte une Sister.com              | Adotta una Sister                       | -                 |                   |
| 83  | Roger                              | Il pesciolino Roger                     | -                 |                   |
| 84  | Fous du foot !                     | Partita o concerto                      | -                 |                   |
| 85  | Le hoquet K.O.                     | Rimedi per il singhiozzo                | -                 |                   |
| 86  | Wendy est reviendue !              | Ritorno dalla vacanza                   | -                 |                   |
| 87  | Le don de Wendy                    | Un crasting per l'acquaslpash           | -                 |                   |
| 88  | Caché                              | Puzzetta cercasi                        | -                 |                   |
| 89  | L'amour débilos                    | La capannina di cartone                 | -                 |                   |
| 90  | L'arme ultime                      | Ricatti principesse e pomodori          | -                 |                   |
| 91  | Boum de pestouilles                | Il compleanno di Marina                 | -                 |                   |
| 92  | Retour au vert                     | Scampagnata                             | -                 |                   |
| 93  | Sister Coco                        | Zia Coco                                | -                 |                   |
| 94  | Plusse ado que toi                 | La gara delle adolescenti               | -                 |                   |
| 95  | Zéro de conduite pour les Sisters  | Piccoli grandi pasticci                 | -                 |                   |
| 96  | Sisters contre parents             | Tropici o Polo Nord                     | -                 |                   |
| 97  | Ma console de namour               | Tutti pazzi per la console              | -                 |                   |
| 98  | Cendrillon Sisters                 | Evviva la pulizie                       | -                 |                   |
| 99  | Mission papa maman                 | Facciamo la pace                        | -                 |                   |
| 100 | Parfum de princesse                | Profumo di Sisters                      | -                 |                   |
| 101 | Poussée de nadonnaissance          | Lezioni di adonascenza                  | -                 |                   |
| 102 | Mon journal qu'à moi               | Il diario poco segreto                  | -                 |                   |
| 103 | Ma limace de Sister                | L'adolescente dormigliona               | -                 |                   |
| 104 | Un selfie avec Joy-D               | Un selfie per una vacanza               | -                 |                   |